# Jiangsu Suning Zuqiu Julebu 2020
Questa voce raccoglie le informazioni riguardanti il Jiangsu Suning Zuqiu Julebu nelle competizioni ufficiali della stagione 2020.

## Maglie e sponsor
Lo sponsor tecnico per la stagione 2020-2021 è Nike. Lo sponsor di maglia è Samsung.
| Casa | Trasferta |

## Rosa
| N. |                    | Ruolo | Calciatore          |
| -- | ------------------ | ----- | ------------------- |
| 1  | Cina (bandiera)    | P     | Gu Chao             |
| 2  | Cina (bandiera)    | D     | Li Ang              |
| 3  | Cina (bandiera)    | D     | Tian Yinong         |
| 5  | Cina (bandiera)    | D     | Zhou Yun            |
| 6  | Cina (bandiera)    | D     | Yang Boyu           |
| 7  | Cina (bandiera)    | C     | Luo Jing            |
| 8  | Cina (bandiera)    | A     | Feng Boyuan         |
| 10 | Brasile (bandiera) | A     | Alex Teixeira       |
| 11 | Cina (bandiera)    | C     | Xie Pengfei         |
| 12 | Cina (bandiera)    | C     | Zhang Xiaobin       |
| 13 | Brasile (bandiera) | D     | Miranda             |
| 16 | Cina (bandiera)    | C     | Gao Tianyi          |
| 18 | Cina (bandiera)    | C     | Zhang Lingfeng      |
| 19 | Cina (bandiera)    | P     | Zhang Yan           |
| 20 | Cina (bandiera)    | C     | Abduhamit Abdugheni |
| 21 | Cina (bandiera)    | C     | Gao Dalun           |

| N. |                    | Ruolo | Calciatore     |
| -- | ------------------ | ----- | -------------- |
| 22 | Cina (bandiera)    | C     | Xi Wu          |
| 23 | Italia (bandiera)  | A     | Éder           |
| 24 | Cina (bandiera)    | D     | Xiang Ji       |
| 25 | Cina (bandiera)    | D     | Long Cheng     |
| 26 | Croazia (bandiera) | A     | Ivan Santini   |
| 27 | Cina (bandiera)    | D     | Yang Boyu      |
| 29 | Cina (bandiera)    | D     | Zhang Cheng    |
| 30 | Cina (bandiera)    | C     | Ye Chongqiu    |
| 31 | Cina (bandiera)    | D     | Xie Xiaofan    |
| 32 | Cina (bandiera)    | C     | Huang Zichang  |
| 33 | Ghana (bandiera)   | C     | Mubarak Wakaso |
| 35 | Cina (bandiera)    | P     | Huang Zihao    |
| 37 | Cina (bandiera)    | C     | Zhu Jiahao     |
| 38 | Cina (bandiera)    | C     | Xie Zhiwei     |
| 39 | Cina (bandiera)    | C     | Zou Li         |
| 40 | Cina (bandiera)    | A     | Hu Shuming     |

## Calciomercato
| Acquisti | Acquisti       | Acquisti        | Acquisti             |
| R.       | Nome           | da              | Modalità             |
| -------- | -------------- | --------------- | -------------------- |
| P        | Li Haitao      | Shenzhen        | fine prestito        |
| D        | Liang Jinhu    | Nanjing Shaye   | fine prestito        |
| C        | Gao Tianyi     | Shenzhen        | fine prestito        |
| C        | Xie Xiaofan    | Zibo Cuju       | fine prestito        |
| C        | Zhang Xiaobin  | Tianjin Tianhai | fine prestito        |
| C        | Mubarak Wakaso | Anderlecht      | definitivo (4 mln €) |

| Cessioni | Cessioni   | Cessioni               | Cessioni      |
| R.       | Nome       | da                     | Modalità      |
| -------- | ---------- | ---------------------- | ------------- |
| D        | Long Cheng | Zhejiang Yiteng        | svincolato    |
| C        | He Chao    | Guangzhou E.           | fine prestito |
| C        | Ni Yin     | Taizhou Yuanda         | prestito      |
| C        | Wang Song  | Shenzhen Xin Pengcheng | svincolato    |

## Risultati

### Prem"jer-liha

#### Fase a gironi
| Arbitro: | Guan |

|                        |           |                                               |
| Dourado 6’, 47’ Ke 80’ | Marcatori | 61’ P. Xie 65’ (rig.) Éder 69’ Santini 79’ Wu |

| Dalian 31 luglio 2020, ore 18:00 UTC+8 Gruppo A - 2ª giornata | Jiangsu Suning | 0 – 0 referto | Shandong Taishan | Dalian Sports Center (0 spett.)\| Arbitro: \| Gu \| |
| Arbitro:                                                      | Gu             |               |                  |                                                     |

| Arbitro: | Guan |

|                          |           |            |
| A. Teixeira 74’ Éder 84’ | Marcatori | 79’ Rondón |

| Arbitro: | Gu |

|  |           |                      |
|  | Marcatori | 22’, 35’ A. Teixeira |

| Arbitro: | Gu |

|  |           |            |
|  | Marcatori | 20’ Moreno |

| Arbitro: | D. Wang |

|                                 |           |          |
| Elkeson 24’ (rig.) Paulinho 84’ | Marcatori | 54’ Éder |

| Arbitro: | Ma |

|                |           |          |
| A. Teixeira 4’ | Marcatori | 50’ Mary |

| Arbitro: | Z. Wang |

|                                      |           |                             |
| Santini 9’, 15’, 66’ Éder 45+3’, 79’ | Marcatori | 42’ (rig.) Dourado 45+1’ Ni |

| Arbitro: | Xing |

|  |           |          |
|  | Marcatori | 65’ Éder |

| Arbitro: | Guo |

|            |           |             |
| Rondón 23’ | Marcatori | 81’ Miranda |

| Arbitro: | Z. Wang |

|                                   |           |                                          |
| Santini 27’ Teixeira 48’ Éder 55’ | Marcatori | 5’ (rig.) Saba 89’ (aut.) Ji 90+2’ Chang |

| Dalian 21 settembre 2020, ore 19:35 UTC+8 Gruppo A - 12ª giornata | Shanghai Shenhua | 0 – 0 referto | Jiangsu Suning | Dalian Pro Soccer Academy Base (0 spett.)\| Arbitro: \| Xing \| |
| Arbitro:                                                          | Xing             |               |                |                                                                 |

| Arbitro: | Ma |

|                          |           |        |
| A. Teixeira 44’ Éder 76’ | Marcatori | 72’ He |

| Arbitro: | Ai |

|  |           |                        |
|  | Marcatori | 28’ (rig.) A. Teixeira |

#### Gruppo campioni
| Arbitro: | Zhang |

|               |           |                |
| A. Kardec 72’ | Marcatori | 6’ A. Teixeira |

| Arbitro: | Shi |

|            |           |  |
| Santini 8’ | Marcatori |  |

| Arbitro: | Kim |

|                 |           |                     |
| A. Teixeira 55’ | Marcatori | 81’ (aut.) C. Zhang |

| Arbitro: | Guo |

|          |           |                 |
| Yang 25’ | Marcatori | 78’ Wu 107’ Luo |

| Suzhou 8 novembre 2020, ore 19:35 UTC+8 Finale - Andata | Jiangsu Suning | 0 – 0 referto | Guangzhou E. | Suzhou Olympic Sports Centre (6 673 spett.)\| Arbitro: \| Shi \| |
| Arbitro:                                                | Shi            |               |              |                                                                  |

| Arbitro: | Ko |

|         |           |                            |
| Wei 61’ | Marcatori | 45+3’ Éder 47’ A. Teixeira |

### Coppa della Cina
| Arbitro: | D. Wang |

|                    |           |  |
| Santini 31’ Li 74’ | Marcatori |  |

| Arbitro: | Dai |

|                                                                |           |                        |
| C. Zhang 22’, 58’ P. Xie 32’, 41’ Feng 63’ Li 77’ L. Zhang 89’ | Marcatori | 54’ Shi 85’ (rig.) Guo |

| Arbitro: | Jia |

|  |           |                     |
|  | Marcatori | 40’ Wu 87’ L. Zhang |

| Arbitro: | Wan |

|                |           |                |
| Liu 73’ (aut.) | Marcatori | 50’ Acheampong |

| Arbitro: | Xing |

|                    |                      |                        |
| Soares Su Song Liu | Tiri di rigore 2 – 4 | Ji Tian P. Xie Feng Li |

| Arbitro: | Shi |

|  |           |                    |
|  | Marcatori | 49’ Wang 78’ Pellè |

## Statistiche

### Statistiche di squadra
| Competizione                           | Punti | In casa | In casa | In casa | In casa | In casa | In casa | In trasferta | In trasferta | In trasferta | In trasferta | In trasferta | In trasferta | Totale | Totale | Totale | Totale | Totale | Totale | DR  |
| Competizione                           | Punti | G       | V       | N       | P       | Gf      | Gs      | G            | V            | N            | P            | Gf           | Gs           | G      | V      | N      | P      | Gf     | Gs     | DR  |
| -------------------------------------- | ----- | ------- | ------- | ------- | ------- | ------- | ------- | ------------ | ------------ | ------------ | ------------ | ------------ | ------------ | ------ | ------ | ------ | ------ | ------ | ------ | --- |
| Chinese Super League (fase a gironi)   | 26    | 7       | 3       | 3       | 1       | 13      | 9       | 7            | 4            | 2            | 1            | 10           | 6            | 14     | 7      | 5      | 2      | 23     | 15     | +8  |
| Chinese Super League (gruppo campioni) | -     | 3       | 1       | 2       | 0       | 2       | 1       | 3            | 2            | 1            | 0            | 5            | 3            | 6      | 3      | 3      | 0      | 7      | 4      | +3  |
| Coppa di Cina                          | -     | 3       | 2       | 1       | 0       | 10      | 3       | 3            | 1            | 1            | 1            | 2            | 3            | 6      | 3      | 2      | 1      | 12     | 5      | +6  |
| Totale                                 | 26    | 13      | 6       | 6       | 1       | 25      | 13      | 13           | 7            | 4            | 2            | 17           | 12           | 26     | 13     | 10     | 3      | 42     | 25     | +17 |